# Объединённая аналитическая группа по исследованию угроз
Объединенная аналитическая группа по исследованию угроз (англ. Joint Research Threat Intelligence Group, JTRIG) — подразделение в составе Центра правительственной связи Великобритании. О существовании группы стало известно в результате утечки документов о глобальной слежке за гражданами ряда государств, которые были опубликованы Эдвардом Сноуденом — бывшим сотрудником Агентства национальной безопасности США.

## Задачи
В задачи группы входит использование «грязных приемов» для «уничтожения и разрушения» противников путем «дискредитации», распространения дезинформации и лишения их возможности использовать онлайн-сервисы. К 2010 году работа группы в рамках операции под названием «Эффекты» стала составлять значительную часть всей деятельности Центра правительственной связи. Слайды, опубликованные Сноуденом, также раскрывают использование агентами британской разведки «медовых ловушек» — способа получения информации от лиц путем вовлечения их в онлайн-общение романтического или сексуального характера с несуществующим персонажем.

## Операции
Выдержка из отчета рассказывает о деятельности группы в 2011 году, а также перечисляет используемые ей методы работы в киберпространстве.
В 2011 году Объединенная аналитическая группа по исследованию угроз провела DoS-атаку против сети хактивистов Anonymous. Мишенями группы также были правительство Ирана и талибы в Афганистане.
Кампании, функционирующие под эгидой группы, работают в двух направлениях: организация кибератак и пропаганда. В рамках пропаганды используются такие методы как «популяризация точки зрения» и «массовая публикация сообщений» в Twitter, Flickr, Facebook и YouTube (они получили название «скрытых онлайн-действий»). Операции «под ложным флагом» в Интернете также используются группой в ее работе. JTRIG также изменил фотографии в социальных сетях, а также отправил электронное письмо и текстовые сообщения коллегам и соседям с «сомнительной информацией» о целевой персоне.
Компьютерный вирус под названием Ambassadors Reception использовался группой «в самых различных областях» и назван в докладе «очень эффективным». Вирус может «удалить все электронные письма, зашифровать все файлы и/или заставить экран дрожать», будучи отправленным злоумышленникам. Вирус также может блокировать доступ пользователя к своему компьютеру.
Информация, полученная группой, также используется в «технических операциях с ограниченным доступом», в ходе которых за целями ведётся наружная слежка офицерами разведки, например, в отелях. Инструменты группы позволяют прослушивать телефонные разговоры и следить за любыми компьютерами, находящимися в отеле.
В случае с «медовыми ловушками» жертву заманивают на определенный сайт или на реальную встречу с целью её дальнейшей дискредитации. Доклад описывает такой метод как «очень успешный, когда срабатывает».
Деятельность группы также позволила Центру правительственной связи «нанести значительные повреждения» системе связи талибов в Афганистане, отправляя в него каждую минуту «шквал» факсов, телефонных звонков и текстовых сообщений.
Некоторые операции группы также были нацелены на ядерную программу Ирана: сотрудники группы распространяли в блогах негативную информацию о частных компаниях, чтобы испортить деловые отношения торговых партнеров и сорвать деловые сделки.
Группа также проводила кибератаки в рамках кампании Центра правительственной связи по предотвращению захвата Фолклендских островов Аргентиной. Масштабы этой операции, известной под названием Quito, остаются неизвестными.
В июне 2015 года файлы АНБ США, опубликованные Гленном Гринвальдом, раскрыли новые подробности о работе группы в сфере скрытого манипулирования онлайн-сообществами и внутренней деятельностью в Великобритании. По словам Гринвальда, группа сотрудничает с полицией Лондона, Службой безопасности (MI5), Национальным агентством по борьбе с преступностью (NCA) и пограничной службой (HMRC). Она также участвует в «миссиях» других агентств, которые в докладе именуются «клиентами», включая Банк Англии и Департамент по делам детей, школ и семей.
Информационное оружие, находящееся в собственности или разрабатываемое группой, может использоваться для массовой рассылки электронных писем, подделки SMS-сообщений, имитации сообщений в Facebook, искусственного увеличения трафика веб-сайта и изменения результатов онлайн-опросов.